# Дентън (окръг)
 Тази статия е за окръга в Съединените щати.  За града вижте Дентън.  
Окръг Дентън (на английски: Denton County) е окръг в щата Тексас, Съединени американски щати. Площта му е 2481 km², а населението - 612 357 души. Административен център е град Дентън.